# جائزة سان مارينو الكبرى للدراجات النارية 2008
جائزة سان مارينو الكبرى للدراجات النارية 2008 هو سباق دراجات نارية أقيم بتاريخ 31 أغسطس 2008 في حلبة ميزانو الدولية. كان الجولة الثالثة عشر من أصل 18 في سباق الجائزة الكبرى للدراجات النارية موسم 2008. فاز فالنتينو روسي بفئة الموتو جي بي بينما جاء خورخي لورنزو في المركز الثاني وحصل على المركز الثالث توني إلياس.

## وصلات خارجية
- الموقع الرسمي